# 9869 Yadoumaru
A 9869 Yadoumaru (ideiglenes jelöléssel 1992 CD1) a Naprendszer kisbolygóövében található aszteroida. Endate Kin és Vatanabe Kazuró fedezte fel 1992. február 9-én.